# Relyea Speller
Relyea Dixon Speller (15 aprile 1990) è un pallavolista statunitense, opposto del Megastars.

## Carriera

### Club
La carriera di Relyea Speller inizia nei tornei scolastici del Wisconsin, giocando per la Wauwatosa East HS. Dopo il diploma gioca per due community college della CCCAA, il Golden West e il Long Beach City. 
Nella stagione 2015-16 firma il suo primo contratto professionistico in Danimarca, partecipando alla VolleyLigaen. Dopo un'annata di inattività, torna in campo con gli estoni del Järvamaa, in Eesti Meistrivõistlused, mentre nel campionato 2018-19 prende parte alla Primeira Divisão portoghese con l'Académica Espinho.
Dopo un'esperienza in Mongolia con la formazione del Megastars in cui si aggiudica lo scudetto, partecipa allo NVA Showcase 2020 coi Southern Exposure: torna quindi all'estero nella stagione 2021-22, approdando nella Pre League greca con l'AEK Atene, che lascia nel gennaio 2022, andando a concludere l'annata nel campionato cadetto turco con il Malatya BB. 
Dopo aver militato nel campionato 2022-23 in Svezia, dove partecipa all'Elitserien con il Vingåkers, nel campionato seguente gioca in Eredivisie con l'Huizen, che lascia poco dopo l'inizio dell'annata, tornando in seguito a indossare la casacca del Megastars.

## Palmarès

### Club
- Campionato mongolo maschile: 1

2019